# Barna mézevő
A barna mézevő (Lichmera indistincta) a madarak osztályának verébalakúak (Passeriformes) rendjébe és a mézevőfélék (Meliphagidae) családjába tartozó faj.
A magyar név forrással nincs megerősítve, lehet, hogy az angol név tükörfordítása (Brown Honeyeater).

## Előfordulása
Ausztrália, Indonézia, Pápua Új-Guinea és Kelet-Timor területén honos. Víz közelében lévő fás élőhelyek, mangroveerdők, monszun erdők, esőerdők lakója, de megtalálható parkokban, kertekben, városokban, valamint gazdasági területeken is.

## Alfajai
- Lichmera indistincta indistincta
- Lichmera indistincta melvillensis
- Lichmera indistincta nupta
- Lichmera indistincta ocularis

## Megjelenése
Testhossza 12-16 centiméter. Szürkés-barnás tollazatú madár, szeme sarkában jellegzetes sárga ék alakú folttal. Lábai és a szeme barna, csőre fekete.
|  |

## Életmódja
Tápláléka nektárból és rovarokból áll.

## Szaporodása
Csésze alakú fészkét a tojó készíti, a fiókák gondozásában, mind két szülő részt vesz.

## Külső hivatkozás
- Képek az interneten a fajról
- Internet Bird Collection - videók a fajról